# Dennis Smarsch
Dennis Smarsch (Berlijn, 14 januari 1999) is een Duits voetballer, die doorgaans speelt als doelman. Smarsch werd in 2018 gepromoveerd naar het eerste elftal van Hertha BSC.

## Clubcarrière
Smarsch is een jeugdspeler van Hertha BSC. Vanaf juli 2018 werd hij gepromoveerd naar het eerste elftal en werd zo reservedoelman.
Hij debuteerde op 24 november 2019 in de Bundesliga. Op het veld van FC Augsburg kwam hij na een half uur Rune Jarstein vervangen die, ten gevolge het krijgen van een rode kaart, het terrein diende te verlaten. De wedstrijd werd uiteindelijk met 0–4 verloren.

## Clubstatistieken
| Seizoen | Club       | Competitie | Competitie | Competitie | Beker | Beker | Internationaal | Internationaal | Totaal | Totaal |
| Seizoen | Club       | Competitie | Wed.       | Dlp.       | Wed.  | Dlp.  | Wed.           | Dlp.           | Wed.   | Dlp.   |
| ------- | ---------- | ---------- | ---------- | ---------- | ----- | ----- | -------------- | -------------- | ------ | ------ |
| 2018/19 | Hertha BSC | Bundesliga | 0          | 0          | 0     | 0     | –              | –              | 0      | 0      |
| 2019/20 | Hertha BSC | Bundesliga | 1          | 0          | 0     | 0     | –              | –              | 1      | 0      |
| Totaal  | Totaal     | Totaal     | 1          | 0          | 0     | 0     | 0              | 0              | 1      | 0      |

Bijgewerkt op 16 januari 2020.

## Interlandcarrière
Smarsch is een voormalig Duits jeugdinternational.